# Anton Glinkin
Anton Władimirowicz Glinkin, ros. Антон Владимирович Глинкин (ur. 28 października 1988 w Czelabińsku) – rosyjski hokeista, reprezentant Rosji.

## Kariera
- Traktor Czelabińsk 2 (2004-2008)
- Mieczeł Czelabińsk (2006-2008)
- Bielije Miedwiedi Czelabińsk (2009-2010)
- Traktor Czelabińsk (2007-2016)
- Ak Bars Kazań (2016-2018)
- Traktor Czelabińsk (2018-2020)
- Kunlun Red Star (2020-)

Wychowanek i zawodnik Traktora Czelabińsk. W czerwcu 2011 przedłużył umowę z klubem o trzy lata, a w marcu 2014 o dwa lata. Odszedł z klubu z końcem kwietnia 2016. Od czerwca 2016 zawodnik Ak Barsu Kazań. Od maja 2018 ponownie w Traktorze. Od sierpnia 2020 zawodnik chińskiego Kunlun Red Star.

## Sukcesy
Klubowe
- Srebrny medal mistrzostw Rosji: 2013 z Traktorem Czelabińsk
- Puchar Gagarina – mistrzostwo KHL: 2018 z Ak Barsem Kazań
- Złoty medal mistrzostw Rosji: 2018 z Ak Barsem Kazań

Osiągnięcie
- MHL (2009/2010): czwarte miejsce w klasyfikacji strzelców w fazie play-off: 7 goli[7]
- KHL (2012/2013): w fazie play-off 27 marca 2013 podczas drugiej dogrywki meczu Traktor-Ak Bars Kazań uzyskał zwycięskiego gola w 98. minucie 59. sekundzie spotkania[8]

Rekord
- Liczba meczów w rundach zasadniczych sezonów KHL: 269 (stan na 2013)